# Кимпія-Турзій
Кимпі́я-Ту́рзій (рум. Câmpia Turzii) — місто в центральній частині Румунії, у Трансільванії, у повіті Клуж. 26,4 тис. жителів (2002).
Металургійний завод (якісна сталь і прокат, вироби з дроту) і виробництво будматеріалів.
1. ↑  Rezultatele alegerilor locale din 2016 — Central Electoral Bureau.